# Crossidium crassinervia
Crossidium crassinervia là một loài Rêu trong họ Pottiaceae. Loài này được (De Not.) Jur. mô tả khoa học đầu tiên năm 1882.